# Com, quan i per què
Com, quan i per què (títol original en italià: Come, quando, perché) és una pel·lícula franco-italiana dirigida per Antonio Pietrangeli i Valerio Zurlini, estrenada el 1969. Ha estat doblada al català.

## Argument

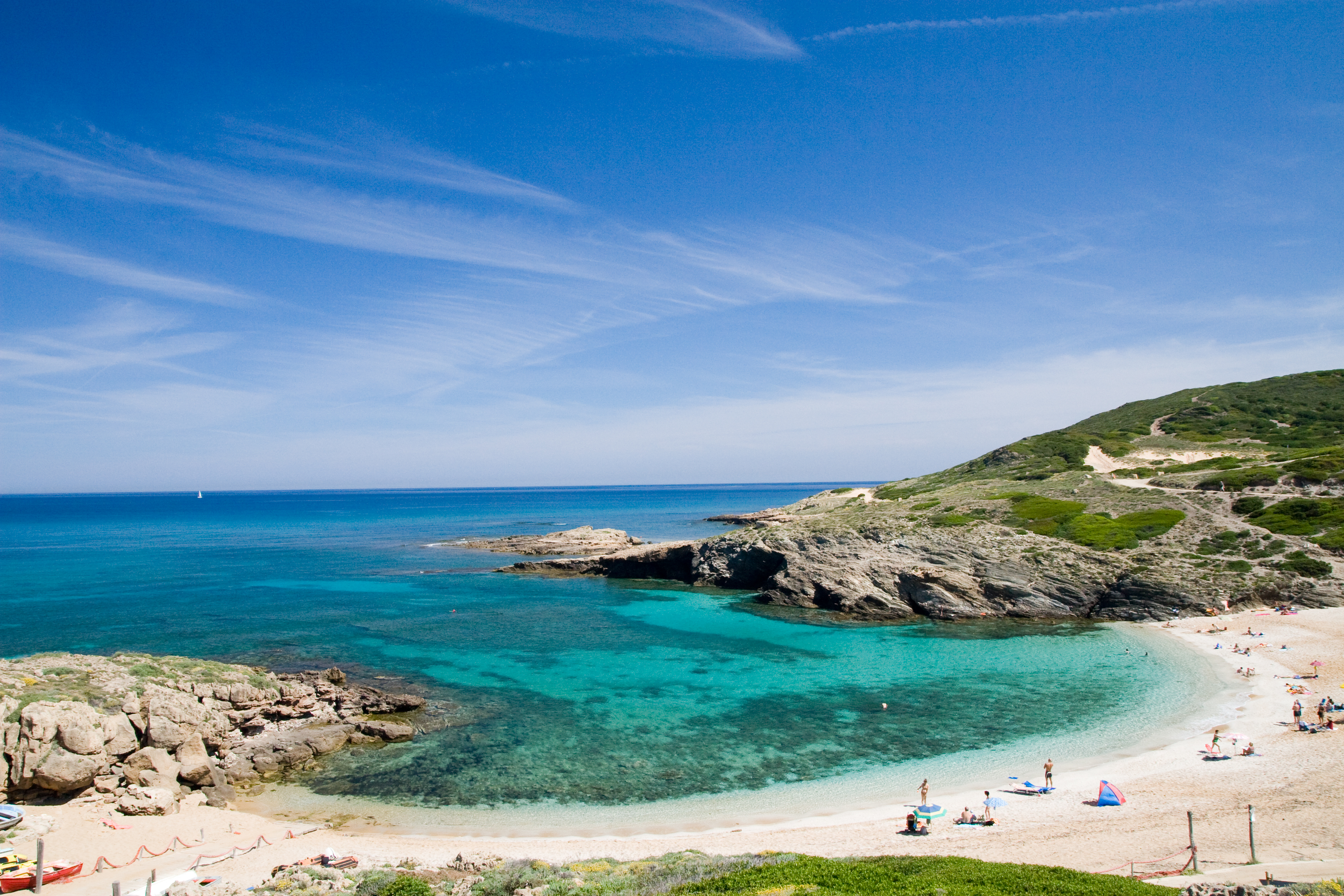
Sassari a la Costa Esmeralda,
un lloc de rodatge exterior.

En una recepció a Torí, Paola, mal casada amb el ric industrial Marco que col·lecciona aventures femenines, coneix el seductor Alberto Pegasano, un amic del seu marit que ha vingut de l'Argentina per negocis. Alberto li fa la cort, però Paola el rebutja i, per escapar a la temptació, marxa abans del previst a Sardenya per passar-hi les vacances esperant que Marco s'hi uneixi. Però Alberto l'ha seguit i ella acaba cedint, obrint-se als seus braços, fins que la deixa després d'haver obtingut el que recercava. Paola torna llavors al domicili conjugal culpabilitzant-se i preguntant-se si confessa la seva aventura a Marco.

## Repartiment
- Philippe Leroy: Marco
- Horst Buchholz: Alberto Pegasano
- Danièle Gaubert: Paola
- Elsa Albani: la mare de Marco
- Liana Orfei: La Sarta
- Lili Lembo: Lucy
- Colette Descombes: Ingrid

## Al voltant de la pel·lícula
El realitzador Antonio Pietrangeli va morir ofegat a Gaeta (Itàlia) durant el rodatge i Valerio Zurlini va acabar la pel·lícula.